# Samara (Rusia)
Samara (în rusă Самара, între 1935 - 1990 numit Kuibîșev (Куйбышев)) este un oraș industrial din sudul Rusiei, pe malul râului Volga. Samara are 1.144.246 de locuitori (2004) și este ca mărime al șaselea oraș din Rusia.

## Geografie
Samara se situează pe partea stângă a râului Volga, între revărsările râurilor Samara și Sok. Orașul se întinde pe o porțiune de 50 de km de-a lungul râului Volga.

## Puncte de atracție

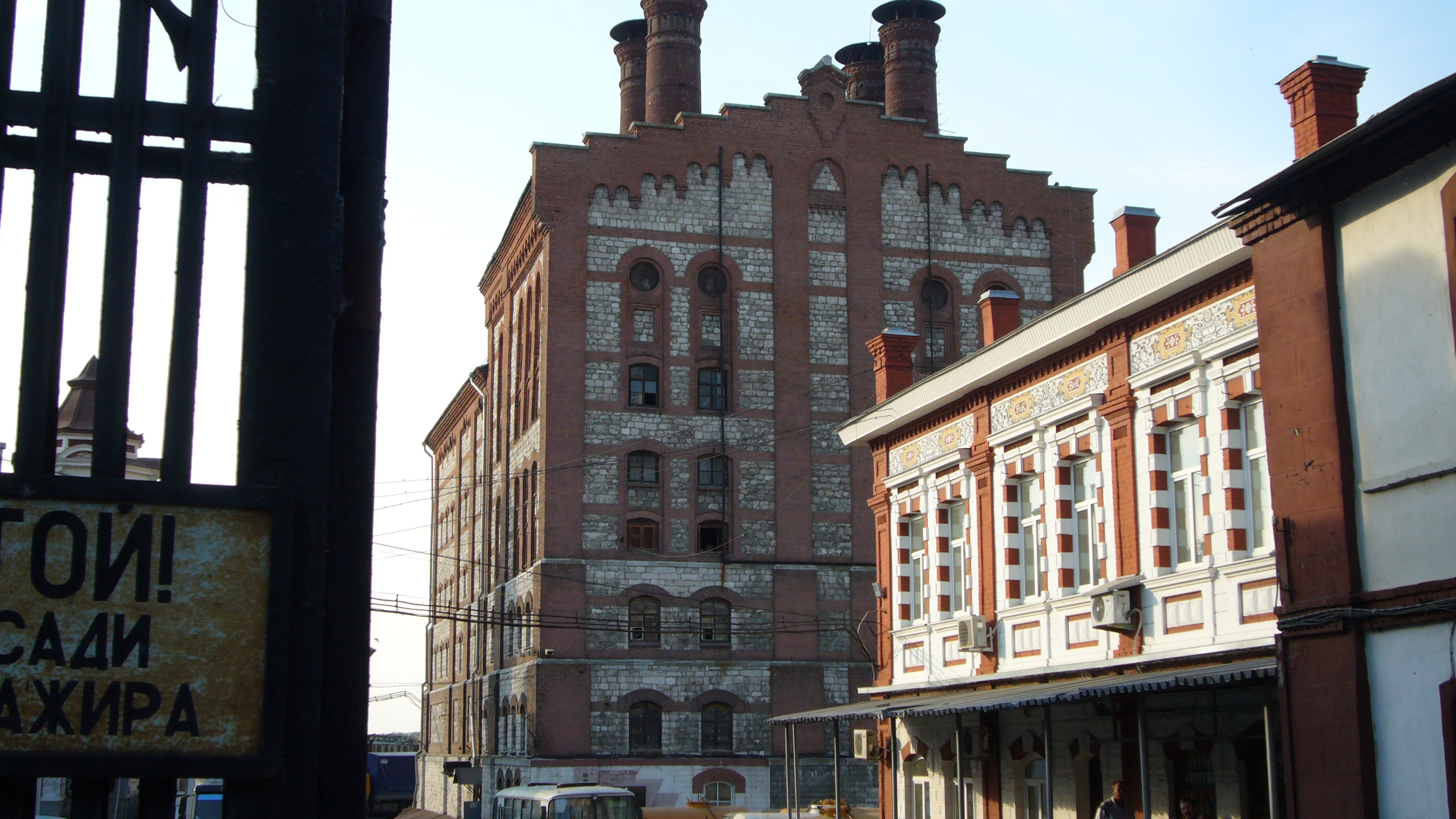
Berăria din Samara

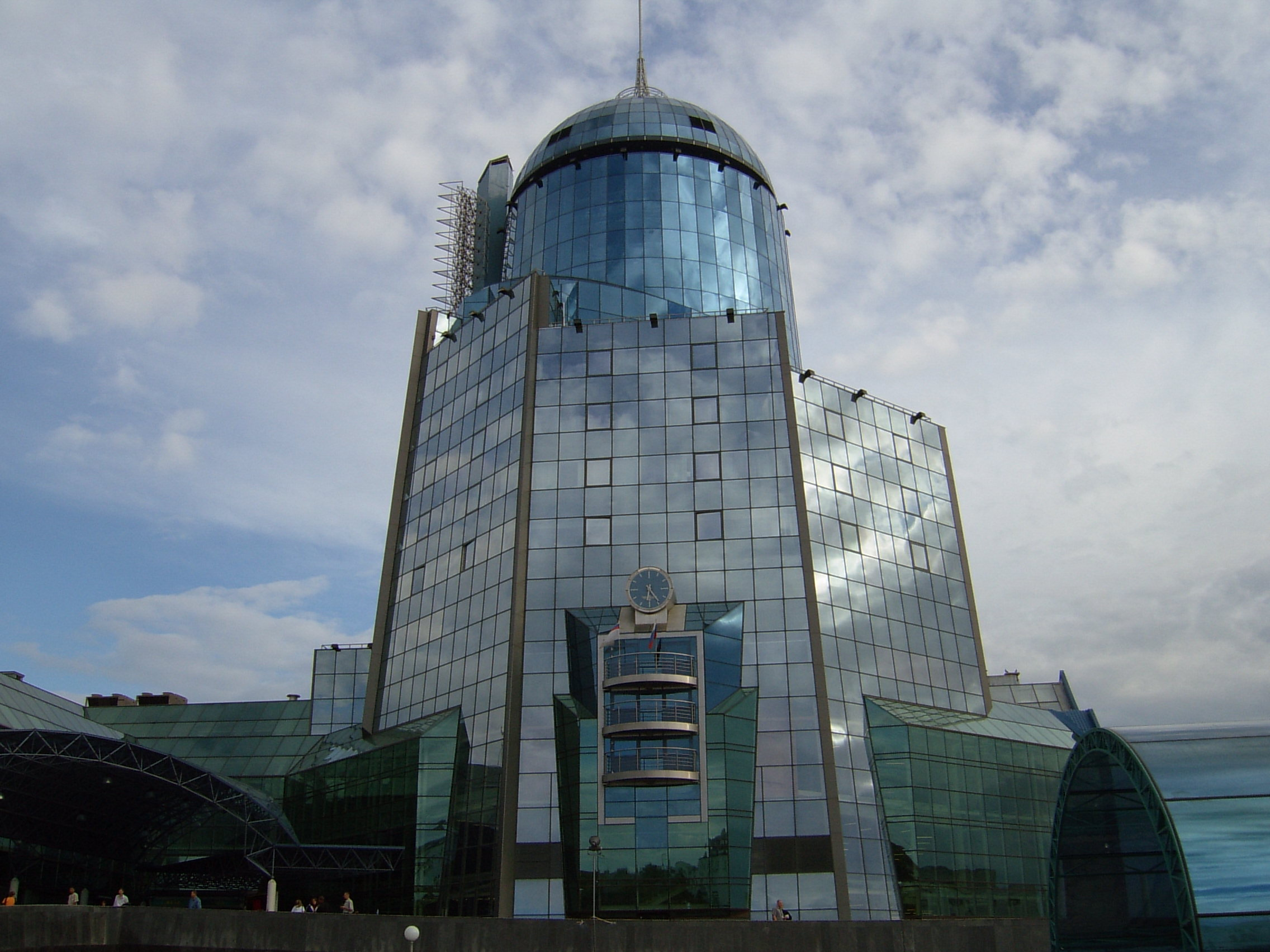
Gara feroviară din Samara

Pe lângă bunkerul lui Stalin există și numeroase clădiri din secolul XIX.
Atracția cea mai mare a Samarei este peisajul extraordinar al râului Volga, având un strand de 50 de km de-a lungul acestui râu. Această promenadă pare a fi de nesfârșit.

## Economie și Transport

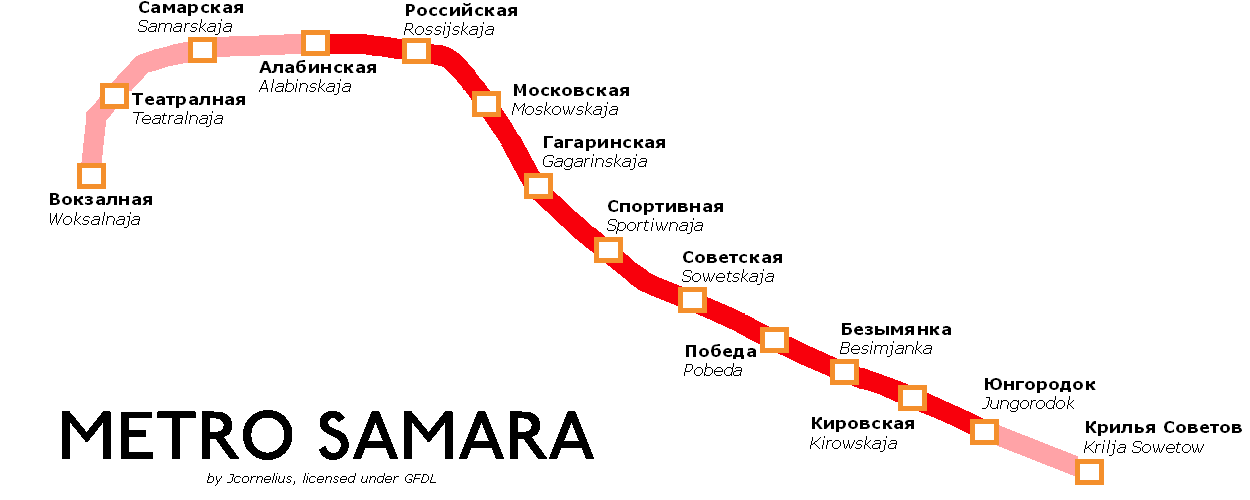
Linia de metrou din Samara

Firma ZSKB Progress, care produce racheta Soyuz este prezentă în oraș. În orașul Togliatti, care se situează în apropiere, se produc autoturismele Lada. Tot în apropiere se află rezervorul hidroelectric Samara.
Orașul Samara are o mică linie de metrou. Transportul în comun se bazează pe liniile de autobuz, tramvai și troleibuz. Samara are un mic aeroport internațional lângă Kurumotsch (Samara Airlines are aici reședința). Autostrada M5 leagă orașul de Moscova, traversând Uralii. Orașul este un nod rutier important în această zonă pe Volga.

## Clima
| Date climatice pentru Samara       | Date climatice pentru Samara | Date climatice pentru Samara | Date climatice pentru Samara | Date climatice pentru Samara | Date climatice pentru Samara | Date climatice pentru Samara | Date climatice pentru Samara | Date climatice pentru Samara | Date climatice pentru Samara | Date climatice pentru Samara | Date climatice pentru Samara | Date climatice pentru Samara | Date climatice pentru Samara |
| Luna                               | Ian                          | Feb                          | Mar                          | Apr                          | Mai                          | Iun                          | Iul                          | Aug                          | Sep                          | Oct                          | Nov                          | Dec                          | Anual                        |
| ---------------------------------- | ---------------------------- | ---------------------------- | ---------------------------- | ---------------------------- | ---------------------------- | ---------------------------- | ---------------------------- | ---------------------------- | ---------------------------- | ---------------------------- | ---------------------------- | ---------------------------- | ---------------------------- |
| Maxima medie °C (°F)               | −6.8 (19,8)                  | −6.1 (21)                    | 0.4 (32,7)                   | 12.1 (53,8)                  | 20.8 (69,4)                  | 25.4 (77,7)                  | 26.9 (80,4)                  | 25.0 (77)                    | 18.6 (65,5)                  | 9.9 (49,8)                   | 0.1 (32,2)                   | −5.4 (22,3)                  | 10,1 (50,2)                  |
| Media zilnică °C (°F)              | −10.1 (13,8)                 | −9.8 (14,4)                  | −3.5 (25,7)                  | 6.9 (44,4)                   | 14.8 (58,6)                  | 19.6 (67,3)                  | 21.4 (70,5)                  | 19.2 (66,6)                  | 13.2 (55,8)                  | 5.8 (42,4)                   | −2.4 (27,7)                  | −8.3 (17,1)                  | 5,6 (42,1)                   |
| Minima medie °C (°F)               | −13.1 (8,4)                  | −13.1 (8,4)                  | −7 (19,4)                    | 2.6 (36,7)                   | 9.4 (48,9)                   | 14.4 (57,9)                  | 16.3 (61,3)                  | 14.2 (57,6)                  | 8.9 (48)                     | 2.7 (36,9)                   | −4.7 (23,5)                  | −11 (12,2)                   | 1,6 (34,9)                   |
| Minima istorică °C (°F)            | −43 (−45.4)                  | −36.9 (−34.4)                | −31.4 (−24.5)                | −20.9 (−5.6)                 | −4.9 (23,2)                  | −0.4 (31,3)                  | 2.0 (35,6)                   | 2.3 (36,1)                   | −3.4 (25,9)                  | −27.3 (−17.1)                | −28.1 (−18.6)                | −41.3 (−42.3)                | −43 (−45,4)                  |
| Precipitații mm (inches)           | 50 (1.97)                    | 41 (1.61)                    | 33 (1.3)                     | 38 (1.5)                     | 36 (1.42)                    | 57 (2.24)                    | 58 (2.28)                    | 47 (1.85)                    | 43 (1.69)                    | 53 (2.09)                    | 51 (2.01)                    | 50 (1.97)                    | 557 (21,93)                  |
| Umiditate [%]                      | 83                           | 80                           | 79                           | 67                           | 58                           | 64                           | 67                           | 69                           | 73                           | 76                           | 83                           | 83                           | 73                           |
| Nr. mediu de zile ploioase         | 4                            | 3                            | 5                            | 11                           | 14                           | 15                           | 14                           | 12                           | 14                           | 14                           | 10                           | 6                            | 122                          |
| Nr. mediu de zile cu ninsoare      | 24                           | 20                           | 14                           | 4                            | 1                            | 0.1                          | 0                            | 0                            | 0.3                          | 4                            | 15                           | 22                           | 104,4                        |
| Ore însorite                       | 65.1                         | 100.8                        | 148.8                        | 213.0                        | 303.8                        | 303.0                        | 310.0                        | 275.9                        | 189.0                        | 108.5                        | 48.0                         | 46.5                         | 2.112,4                      |
| Sursa nr. 1: Pogoda.ru.net         |                              |                              |                              |                              |                              |                              |                              |                              |                              |                              |                              |                              |                              |
| Sursa nr. 2: Hong Kong Observatory |                              |                              |                              |                              |                              |                              |                              |                              |                              |                              |                              |                              |                              |

## Sport
În oraș există câteva cluburi sportive:
| Club                  | Sport            | Fondat | Liga                          | Nivelul ligii | Stadion                     |
| --------------------- | ---------------- | ------ | ----------------------------- | ------------- | --------------------------- |
| Krîlia Sovetov Samara | Fotbal           | 1942   | Prima Ligă Rusă               | 1             | Stadionul Metallurg         |
| Krasnîe Krîlia Samara | Baschet          | 2009   | Liga Porfesionistă de Baschet | 1             | MTL Arena                   |
| CSK VVS Samara        | Hochei pe gheață | 1950   | Liga de hochei a Rusiei       | 3             | Palatul Sporturilor CSK VVS |

## Orașe înfrățite
| - Zhengzhou, China - Shenzhen, China, since 1993 - St. Louis, Statele Unite | - Stara Zagora, Bulgaria - Stuttgart, Germania - Dnipro, Ucraina | - Denizli, Turcia - Koper, Slovenia - Palermo, Italia (2008) |

## Personalități
- Inga Abitova
- Alexandr Aniukov
- Andrei Zincenko
- Maria Kuncewiczowa (1895 - 1989), scriitoare;
- Dmitri Ustinov (1908 - 1984), mareșal;
- Olga Sanfirova (1917 - 1944), căpitan de aviație, Erou al Uniunii Sovietice;
- Eldar Reazanov (1927 - 2015), regizor, scenarist;
- Mihail Fradkov (n. 1950), politician, fost prim-ministru al Rusiei;
- Alexei Tihonov⁠(d) (n. 1971), sportiv la patinaj artistic.